# Willofs (Obergünzburg)
Willofs ist ein Gemeindeteil des Marktes Obergünzburg im schwäbischen Landkreis Ostallgäu.

## Geografische Lage
Das Pfarrdorf liegt zwischen Obergünzburg und Ronsberg am Rande der Region Allgäu.

## Geschichte
Die Pfarrkirche St. Johannes Baptist ist das Ergebnis verschiedener Bauphasen, die heutige Kirche ist aus einem Neubau um 1700 entstanden. Seit dem Reichsdeputationshauptschluss von 1803 gehört der Ort zu Bayern. Im Jahr 1818 entstand durch das bayerische Gemeindeedikt die Ruralgemeinde Willofs mit Bihls, Binkenhofen, Eglofs, Hengeler, Kaltenbrunn, Klauser, Lohbauer, Mautis, Mindelberg, Mindelmühle, Scheutler und Veiter (Veiten).
Am 1. Juli 1901 verkleinerte sich die Gemeinde Willofs, als aus ihrem Gebiet die neugebildete Gemeinde Bayersried abgetrennt wurde. Im Zuge der Gebietsreform in Bayern wurde am 1. Januar 1972 neben der Gemeinde Burg auch der größte Teil der Gemeinde Willofs nach Obergünzburg eingegliedert, lediglich der Weiler Bihls kam zu Ronsberg.